# Saint-Méard-de-Gurçon
Saint-Méard-de-Gurçon is een gemeente in het Franse departement Dordogne (regio Nouvelle-Aquitaine) en telt 795 inwoners (1999). De plaats maakt deel uit van het arrondissement Bergerac.

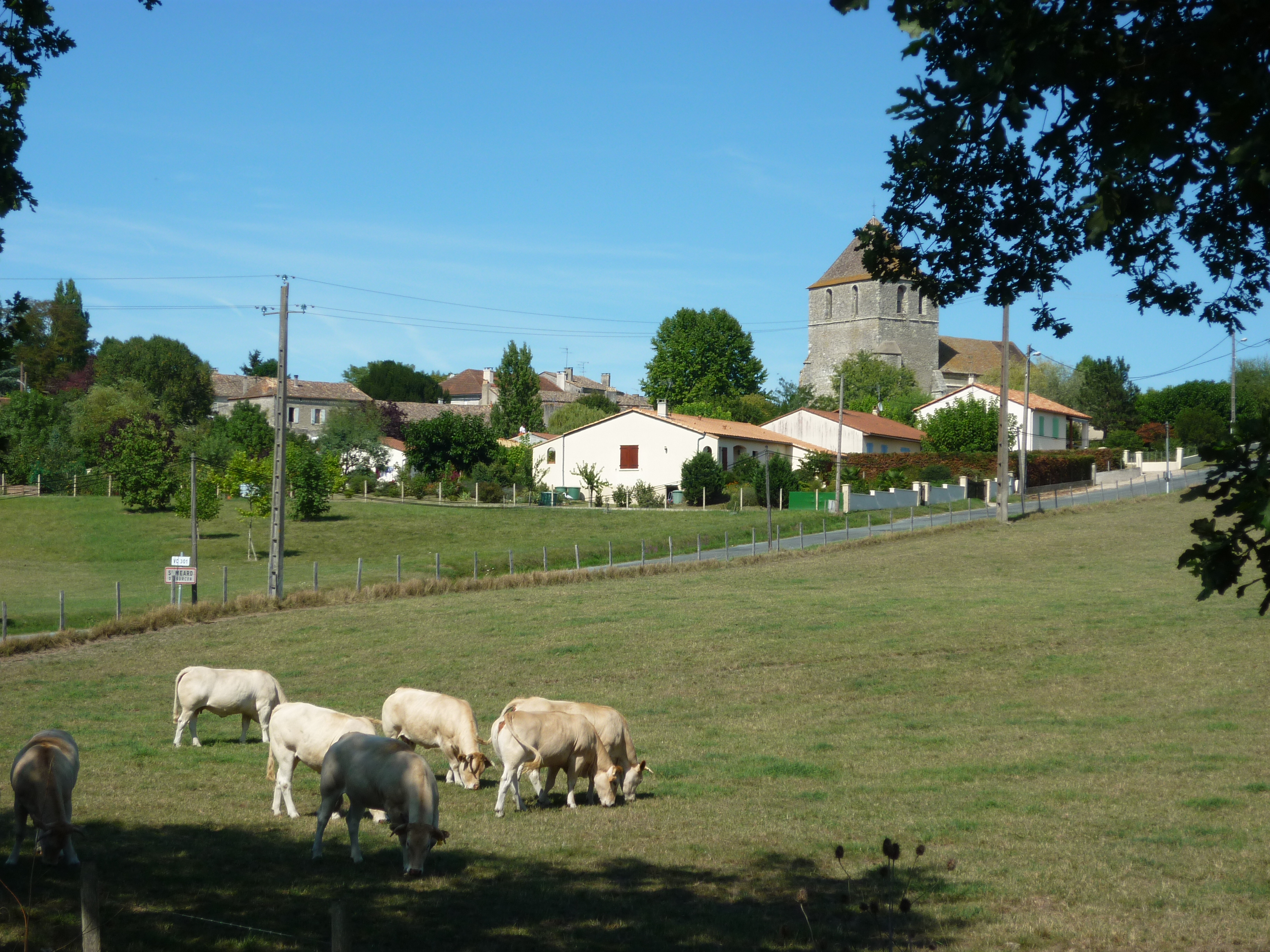

## Geografie
De oppervlakte van Saint-Méard-de-Gurçon bedraagt 28,9 km², de bevolkingsdichtheid is 27,5 inwoners per km².
De onderstaande kaart toont de ligging van Saint-Méard-de-Gurçon met de belangrijkste infrastructuur en aangrenzende gemeenten.

## Demografie
Onderstaande figuur toont het verloop van het inwonertal (bron: INSEE-tellingen).